# Elecciones presidenciales de Venezuela de 1998
Las elecciones presidenciales de Venezuela de 1998 tuvieron lugar el domingo 6 de diciembre del mencionado año con el objetivo de elegir al presidente de la república para el período 1999-2004, siendo la primera vez que los comicios presidenciales se realizaban separados de la renovación parlamentaria (siendo que esta última tuvo lugar el 8 de noviembre). Fue el último proceso electoral llevado a cabo bajo las directrices de la constitución de 1961. Bajo la misma, el presidente incumbente, Rafael Caldera, no podía presentarse a la reelección.
Estos comicios se caracterizaron por el hecho de que ninguno de los principales candidatos se presentaba por alguno de los dos partidos tradicionales que habían dominado la vida política venezolana desde la democratización (Acción Democrática y COPEI). Hugo Chávez Frías, un exmilitar de ideología socialista que había encabezado un golpe de Estado en 1992 contra el gobierno de Carlos Andrés Pérez, se presentó como candidato de su partido, el Movimiento V República (MVR) y fue apoyado por una coalición conocida como "Polo Patriótico", debiendo competir contra Henrique Salas Römer, del partido Proyecto Venezuela (PRVZL). A última hora, AD y COPEI se retiraron de las elecciones y apoyaron a Salas Römer, en una alianza que se denominó "Polo Democrático". Otros candidatos destacados eran la ex reina de belleza Irene Sáez, y Luis Alfaro Ucero, secretario general de Acción Democrática (AD), cuyo abandono por parte del partido para apoyar a Römer, a pesar de su negativa a retirarse de la contienda, provocó una controversia electoral meses antes de los comicios.
Encabezando una campaña de corte socialista, centrada en el cambio y comprometiéndose a convocar a un proceso constituyente, Chávez en última instancia triunfó ampliamente con el 56.20 % de los votos contra el 39.97 % obtenido por Salas Römer y el 2.82 % logrado por Sáez. Ningún otro candidato superó el 0.5 % de los votos. La participación, aunque relativamente baja, se incrementó con respecto a los anteriores comicios, llegando a un 63,45%. La victoria de Chávez marcó el inicio de la Revolución bolivariana, y del movimiento político izquierdista en torno a su figura denominado chavismo, que gobierna Venezuela desde 1999. También se considera que comenzaba el final del ciclo "neoliberal" que caracterizó a la década de 1990 en América Latina, pues a partir de la llegada al poder de Chávez varios movimientos políticos de ideología similar llegaron al poder en países cercanos, algo que fue catalogado como la "marea rosa".

## Antecedentes
A principios de la década de 1990, la fortaleza económica y la legitimidad política del estado venezolano disminuían, con dos intentos de golpe de Estado en febrero y en noviembre de 1992 y un posterior juicio político contra Carlos Andrés Pérez en 1993. El resultado fue el colapso del bipartidismo entre los partidos tradicionales Acción Democrática (AD) y Comité de Organización Política Electoral Independiente (COPEI), vigente desde la firma del Pacto de Puntofijo y la sanción de la constitución de 1961. El expresidente Rafael Caldera, que había abandonado COPEI recientemente, resultó nuevamente electo en 1993 por medio de una nueva formación, Convergencia, a su vez apoyado por una coalición conocida como el Chiripero. En su plataforma electoral incluía el indulto a los participantes en las intentonas golpistas fallidas, que se hizo efectivo en 1994. Entre los liberados se encontraba uno de sus líderes, Hugo Chávez, encarcelado tras el primer intento. Sin embargo, el gobierno de Caldera no pudo tampoco combatir la situación económica adversa. Para 1998, la crisis económica había empeorado aún más. El PIB per cápita se situó en el mismo nivel que en 1963, una tercera parte menos que en su pico de 1978; el poder adquisitivo del salario promedio era un tercio de su nivel de 1978.
Durante los primeros años posteriores a su liberación, Chávez se mostraba escéptico con respecto a la idea de presentarse como candidato, pues consideraba que las elecciones eran una mera formalidad que legitimaba el orden establecido. El conflicto interno dentro de su movimiento político, el Movimiento Bolivariano Revolucionario - 200 (MBR-200), con respecto a los comicios, llevó a la ruptura del mismo con Francisco Arias Cárdenas. Chávez consideró ejecutar otra intento de golpe de Estado, pero ante las escasas perspectivas, algunos asesores, en particular Luis Miquilena, lo instaron a reconsiderar su escepticismo sobre las elecciones, argumentando que una victoria convincente para Chávez llevaría a que el establishment político no pudiera negarle el poder. Para averiguar si este era el caso, Chávez formó equipos de psicólogos, sociólogos, profesores universitarios y estudiantes para llevar a cabo una encuesta. Con su apoyo, los miembros de base del movimiento bolivariano encuestaron a decenas de miles de personas en todo el país. Los resultados mostraron que el 70 % de los encuestados apoyaron a Chávez en la presidencia, y el 57 % dijo que votaría por él.
El apoyo dentro del movimiento bolivariano a la llegada al poder por vía electoral se incrementó luego de que Arias Cárdenas, como candidato del partido La Causa Radical (LCR), obtuviera por amplio margen la gobernación del Estado Zulia en las elecciones regionales de 1995. A pesar de esto, el MBR-200 se mantuvo dividido sobre la participación electoral, y pasó un año debatiendo el tema en asambleas locales, regionales y nacionales. El 19 de abril de 1997, un congreso nacional tardó desde las nueve de la mañana hasta las dos de la madrugada del día siguiente en llegar a una conclusión, y finalmente decidió lanzar la candidatura de Chávez. Algunos miembros del movimiento renunciaron en protesta, considerando que una derrota electoral pondría en juego la viabilidad del movimiento. En julio del mismo año, Chávez registró el movimiento como partido político bajo el nombre "Movimiento V República" (Movimiento Quinta República). El cambio de nombre, además de referenciar al final de la Cuarta República iniciada con el Pacto de Puntofijo, se debía a que la ley electoral de entonces prohibía utilizar a los partidos el nombre de Simón Bolívar. Los medios de comunicación internacionales dieron nula trascendencia a la candidatura de Chávez, citando encuestas en las que tenía, supuestamente, entre un 4 y un 8 % de intención de voto.

## Campaña
La campaña estuvo dominada por candidatos independientes, ya que el electorado completó el giro contra los partidos constitutivos iniciado en 1993. En una encuesta en diciembre de 1997, Irene Sáez (Miss Universo 1981 y Alcaldesa de Chacao) recibía el 70 % de las preferencias como candidata independiente. Sin embargo, su apoyo cayó en picada hasta un 15 % a medida que el público se mostraba cada vez más escéptico con respecto a su preparación para ejercer la presidencia, y perdió una gran cantidad de su antigua credibilidad cuando aceptó el respaldo de COPEI. El exlíder de Acción Democrática, Claudio Fermín, alcanzaba el 35 % en 1997, pero cayó a solo un 6% en abril de 1998. En el transcurso de 1998, se hizo cada vez más claro que la campaña era una carrera entre Henrique Salas Römer y Hugo Chávez. Salas Römer, el gobernador de Carabobo y líder del nuevo partido Proyecto Venezuela, apareció como un candidato creíble luego de que Sáez perdiera terreno, y alcanzó el 21 % en las encuestas en agosto de 1998. Mientras tanto, sin embargo, el apoyo a Chávez creció exponencialmente de un 5 % en septiembre de 1997 hasta más del 10 % a fines de febrero de 1998. En mayo, ya superaba el 30%, y en agosto, las encuestas lo colocaron por primera vez al frente con un 39% contra el 38% de Salas Römer, aunque todavía cayendo su diferencia en el margen de error.

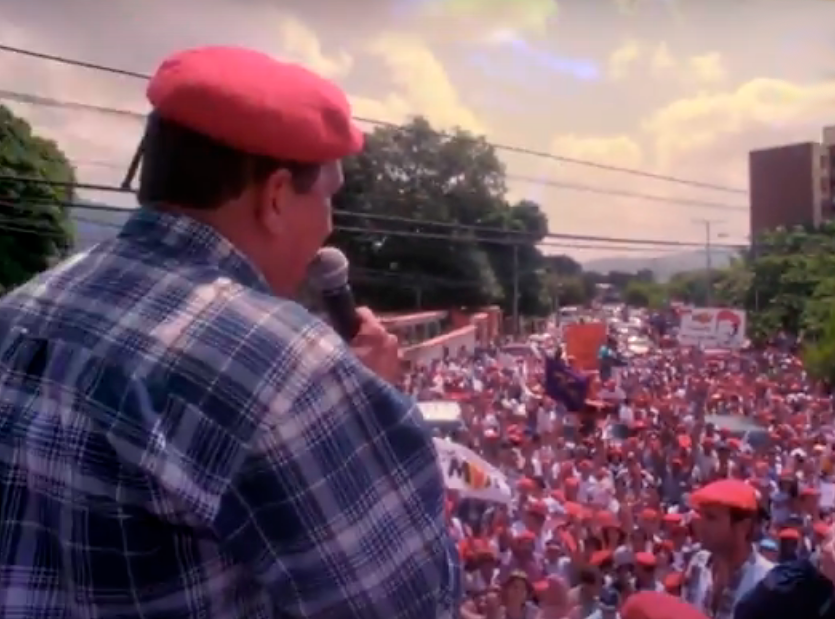
Chávez en un mitin de campaña.

La plataforma de Chávez comprendía tres compromisos básicos. Primero, Chávez prometió que comenzaría su presidencia aboliendo el antiguo sistema político del puntofijismo de Venezuela, que garantizaba el patrocinio bipartidista, y abrir el poder político a terceros independientes. En segundo lugar, Chávez prometió acabar con la corrupción. En tercer lugar, Chávez prometió erradicar la pobreza en Venezuela. Al trabajar para ganarse la confianza de los votantes, Chávez redactó una agenda que se basó en gran medida en su interpretación del bolivarianismo y que serían las bases para el naciente chavismo. Chávez también utilizó su carisma y su extravagante estilo de hablar en público, que se destaca por su abundancia de coloquialismos y maneras soeces, a fin de atraer a un público esencialmente pobre y trabajador. En una ocasión, amenazó con "freír" las cabezas de sus oponentes.
Los dos principales partidos tradicionales esperaban que las elecciones parlamentarias y regionales del 8 de noviembre les dieran un impulso, un mes antes de las elecciones presidenciales del 6 de diciembre. Las elecciones parlamentarias resultaron en un ínfimo triunfo para Acción Democrática, con poco más del 24 % de los votos, contra el 19,87 % del Movimiento V República. En general, los partidos del Polo Patriótico que apoyaba a Chávez obtuvieron alrededor de un tercio de las preferencias, mientras que la unión entre AD, COPEI y Proyecto Venezuela alcanzaba el 51,49 % de los sufragios y la mayoría absoluta en ambas cámaras. Aunque no habían logrado la mayoría, las fuerzas pro Chávez, hasta entonces desacreditadas por la prensa, habían manifestado una competencia electoral más que coherente para tratarse de su primera elección, lo que llevó a que Chávez se posicionara entre seis y ocho puntos por delante de Salas Römer en las encuestas. Conscientes de que carecían de impulso propio para ganar la elección, los dos partidos tradicionales buscaron adherir a la candidatura de Salas Römer para evitar que Chávez ganara, aunque este tardó mucho en aceptar el apoyo. Mientras que COPEI rápidamente persuadió a Sáez para que cortara lazos con el partido, Luis Alfaro Ucero, candidato de AD, rechazó ceder la candidatura a Salas Römer, provocando una crisis electoral ya que el Consejo Nacional Electoral tuvo que decidir si la boleta electoral de Acción Democrática pertenecía al partido o al candidato. Salas Römer aceptó "tolerar" el respaldo de los partidos regionales y locales de COPEI y Acción Democrática, y buscó mantener una distancia con el liderazgo nacional de los partidos.

## Organización del proceso electoral
Las elecciones de 1998 fueron las primeras que se llevaron a cabo con un Consejo Nacional Electoral no partidista. Tradicionalmente, los partidos políticos habían proporcionado trabajadores electorales, pero en esta elección se estableció una lotería para reclutar a 300 000 votantes registrados como trabajadores electorales. Las elecciones también vieron el primer sistema de votación automatizado del mundo, que contaba con una única red electrónica integrada que debía transmitir los resultados de los centros de votación a la sede central en cuestión de minutos. Mientras que Venezuela tradicionalmente había proporcionado observadores electorales a otros países latinoamericanos, la incertidumbre del nuevo sistema y la posibilidad de un traspaso a un partido no tradicional aumentaron los riesgos en términos de demostrar que las elecciones serían justas, y Venezuela invitó a observadores internacionales para monitorear los comicios por primera vez. La Organización de los Estados Americanos (OEA), la Unión Europea, el Centro Carter y el Instituto Republicano Internacional enviaron delegaciones.
El sistema de votación automatizado permitió al Consejo Electoral anunciar los resultados dentro de las 2,5 horas posteriores al cierre de las urnas. Después de corroborar los resultados con el Centro Carter, los candidatos derrotados admitieron el triunfo del ganador varias horas más tarde.

## Resultados
Según el CSE, la abstención fue del 36,54% del electorado; y los resultados fueron:
|  | 40.17 % |

|  | 9.00 % |

|  | 2.19 % |

|  | 1.25 % |

|  | 1.03 % |

|  | 0.86 % |

|  | 0.84 % |

|  | 0.57 % |

|  | 0.29 % |

|  | 56.20 % |

|  | 28.75 % |

|  | 9.05 % |

|  | 2.15 % |

|  | 0.02 % |

|  | 39.97 % |

|  | 1.96 % |

|  | 0.37 % |

|  | 0.29 % |

|  | 0.20 % |

|  | 2.82 % |

|  | 0.12 % |

|  | 0.08 % |

|  | 0.08 % |

|  | 0.05 % |

|  | 0.04 % |

|  | 0.03 % |

|  | 0.02 % |

|  | 0.42 % |

|  | 0.30 % |

|  | 0.11 % |

|  | 0.04 % |

|  | 0.04 % |

|  | 0.04 % |

|  | 0.03 % |

|  | 0.02 % |

|  | 93.55 % |

|  | 6.45 % |

|  | 100.00 % |

|  | 63.45 % |

## Consecuencias
Luego de su elección al cargo, Chávez prometió que no devaluaría el bolívar y que no se crearían controles de cambio. Salas Römer reaccionó a los resultados diciendo "No solo acepto la victoria de mi adversario sino que le deseo mucha suerte, mucha suerte, porque su suerte será la de Venezuela". De acuerdo con periódicos internacionales, algunos partidarios de Chávez reaccionaron a su elección diciendo que aceptarían un gobierno autoritario bajo Chávez si decidía utilizar tal forma de gobierno.